# Bandy-Weltmeisterschaft 1957
Die 1. Bandy-Weltmeisterschaft wurde vom 28. Februar bis 3. März 1957 im Olympiastadion von Helsinki ausgetragen. Dieses war 1952 Austragungsort der Olympischen Sommerspiele in Finnland gewesen.
Es nahmen drei Nationalmannschaften, nämlich Schweden, die Sowjetunion und der Gastgeber Finnland an dem Turnier teil. Norwegen, das ursprünglich auch an der Weltmeisterschaft teilnehmen wollte, zog seine Teilnahme wegen der Unruhen in Ungarn 1956 und der Teilnahme der Sowjetunion zurück. Der Sieger wurde im Gruppensystem ausgespielt. Insgesamt gab es drei Spiele.

## Austragungsort
Austragungsort war das Olympiastadion in Helsinki, das für die Olympischen Sommerspiele 1940 errichtet wurde. Da 1940 die Spiele nicht ausgetragen werden konnten, wurde es erst 1952 Austragungsort der Olympischen Sommerspiele. Das Stadion im Stadtteil Töölö bietet 40.000 Zuschauern Platz und wurde von den Architekten Yrjö Lindegren und Toivo Jäntti entworfen.

## Teilnehmer
Am Turnier nahmen die folgenden 3 Mannschaften teil:
| 3 aus Europa | Sowjetunion | Schweden | Finnland |

## Spielrunde
| 28. Februar 1957 | Finnland 0:1 T. Timoska 2:2 A. Aho 3:3 A. Aho 3:4 T. Timoska                                                       | 4:3 | Schweden 1:1 T. Wikner 2:1 N. Wikman 3:2 L. Fredblad | Olympiastadion, Helsinki |
| 2. März 1957     | Schweden 1:0 G. Jansson 2:0 O. Sääw                                                                                | 2:2 | Sowjetunion 2:1 J. Papugin 2:2 W. Atamanitschew      | Olympiastadion, Helsinki |
| 3. März 1957     | Sowjetunion 1:0 W. Atamanitschew 2:0 G. Wodjanow 3:0 J. Papugin 4:0 J. Papugin 5:0 W. Atamanitschew 6:1 A. Pilatow | 6:1 | Finnland 5:1 A. Aho                                  | Olympiastadion, Helsinki |

## Abschlusstabelle
| Pl. |             | Sp | S | U | N | Tore | Diff | Punkte |
| 1.  | Sowjetunion | 2  | 1 | 1 | 0 | 8:3  | +5   | 3      |
| 2.  | Finnland    | 2  | 1 | 0 | 1 | 5:9  | −4   | 2      |
| 3.  | Schweden    | 2  | 0 | 1 | 1 | 5:6  | −1   | 1      |

## Torschützenliste
|   |                  | Spieler                | Tore |
| - | ---------------- | ---------------------- | ---- |
| 1 | Finnland         | Alpo Aho               | 3    |
|   | Sowjetunion 1955 | Walentin Atamanitschew | 3    |
|   | Sowjetunion 1955 | Jewgeni Papugin        | 3    |
| 4 | Finnland         | Tauno Timoska          | 2    |

## Weltmeistermannschaft
Jewgeni Klimanow, Anatoli Melnikow, Walentin Atamanitschew, Nikolai Durakow, Anatoli Filatow, Anatoli Golubew, Aleksander Ismodenow, Nikolai Nasarow, Michail Osinzew, Anatoli Panin, Jewgeni Papugin, Lew Stschunin, Wiktor Tigirin, Michail Turkin, Gennadi Wodjanow, Aleksander Saizew.